# Drake & Josh: Go Hollywood
Drake & Josh Go Hollywood (br.: Drake & Josh O Filme: Rumo a Hollywood) é um filme estadunidense de 2006. O filme foi produzido pela Nickelodeon Movies e estrelado por Drake Bell e Josh Peck. É dirigido por Steve Hoefer. O filme é o primeiro da série de televisão, estadunidense, Drake & Josh. 
O filme estreou na Nickelodeon em 6 de janeiro de 2006 e foi lançado em DVD no dia 31 de janeiro de 2006. Segundo o TV Guide, a estreia do filme teve mais de 5,6 milhões de telespectadores, fazendo a Nickelodeon ficar em primeiro lugar.

## Sinopse
Walter e Audrey estão para viajar em um cruzeiro, mesmo com o desânimo de Audrey, eles vão, portanto deixam, Drake e Josh sozinhos em casa, já que Megan irá para Denver encontrar uma amiga. Eles saem e deixam com Drake e Josh a responsabilidade de levar Megan no aeroporto a tempo para o voo. Devido a um atraso causado por Drake, que saiu para fazer um lanche, Megan quase perde o voo, no entanto, a pressa faz com que Josh e Drake mandem-na para o voo errado. Depois de descobrirem que o avião está indo em direção a Los Angeles, a dupla resolve ir a Hollywood e recuperar Megan. Megan chega a Los Angeles e com a generosidade oferecida pelos funcionários do aeroporto e do "Hotel Chambrulay", Megan fica hospedada neste luxuoso hotel.
Enquanto isso, no avião que Drake e Josh pegaram para ir a Los Angeles, Josh acaba sem intenção, trocando seu G.O. com o de outro passageiro. Ao chegar a Los Angeles, o outro passageiro, que na verdade é um mal-feitor, é perguntado por Josh a localização do "Hotel Chambrulay". Drake e Josh, seguem então até o local indicado. O mal-feitor e seu parceiro descobrem a indesejada troca e planejam tomar o G.O. de volta. O primeiro informa que sabe onde Drake e Josh estarão. Drake e Josh chegam ao hotel e enquanto Josh vai ao banheiro, Drake tenta achar o quarto de Megan. No banheiro, Josh encontra ninguém mais, ninguém menos do que um dos funcionários da MTV, e que está precisando de uma atração para pôr no TRL no dia seguinte. Depois de alguma conversa, Josh convence-o de pôr Drake no programa. Josh chega ao quarto de Megan e conta a Drake sobre a novidade. Durante a conversa, porém, os mal-feitores chegam ao quarto e exigem que Josh devolva o G.O. deles. Eles acabam por fugir dos bandidos, usando até um veículo vermelho durante a fuga. Os bandidos os perseguem e acabam por falhar. Porém, passando-se por agentes do FBI, outros bandidos, parceiros dos primeiros, raptam os dois adolescentes. Megan retorna da piscina, onde estava antes dos meliantes chegarem e estranha a bagunça deixada por Josh e Drake. Os meninos são postos em um quarto com tralhas, e observam os meliantes copiarem dinheiro através de detalhes precisos da nota de cem dólares, contidos no G.O. dos bandidos. Falhando em nocautear os capangas que os vigiavam, Josh e Drake são amarrados e postos em um canto. Megan encontra um bilhete com um endereço e segue até ele. Bisbilhotando por um tijolo solto, ela descobre o plano dos copiadores e liga a ventilação, fazendo com que os dólares voem para todos os lados, distraindo assim os bandidos. A polícia chega, chamada previamente por Megan e prende todos os bandidos. Como falta pouco tempo para a apresentação de Drake, a polícia escolta Drake, Josh e Megan até o estúdio. Drake toca Hollywood Girl e a plateia vibra.

## Elenco
- Drake Bell - Drake Parker
- Josh Peck - Josh Nichols
- Miranda Cosgrove - Megan Parker
- Jonathan Goldstein - Walter Nichols
- Nancy Sullivan - Audrey Parker